# زنبق هنري
زنبق هنري (الاسم العلمي: Lilium henryi) نوع نباتي ينتمي إلى جنس الزنبق من الفصيلة الزنبقية. موطنه جبال وسط الصين (مقاطعات قويتشو وخوبي وجيانغشي). الزهور برتقالية، سوداء مرقطة، وعديمة الرائحة. تتكرر البتلات (تنحني للخلف).